# Hacienda Tecate
Hacienda Tecate är en ort i Mexiko.   Den ligger i kommunen Tecate och delstaten Baja California, i den nordvästra delen av landet, 2 300 km nordväst om huvudstaden Mexico City. Hacienda Tecate ligger 610 meter över havet och antalet invånare är 1 871.
Terrängen runt Hacienda Tecate är huvudsakligen kuperad, men åt nordost är den platt. Hacienda Tecate ligger nere i en dal. Runt Hacienda Tecate är det ganska glesbefolkat, med 22 invånare per kvadratkilometer. Närmaste större samhälle är Tecate, 9,4 km väster om Hacienda Tecate. Omgivningarna runt Hacienda Tecate är i huvudsak ett öppet busklandskap.